# West Berkshire
West Berkshire – dystrykt o statusie unitary authority w hrabstwie ceremonialnym Berkshire w Anglii. W 2011 roku dystrykt liczył 153 822 mieszkańców.

## Miasta
- Hungerford
- Newbury
- Thatcham

## Inne miejscowości
Aldermaston, Aldermaston Wharf, Aldworth, Ashampstead, Ashmore Green, Avington, Bagnor, Basildon, Beansheaf Farm, Beech Hill, Beedon, Beedon Common, Beenham, Benham Hill, Bloomfield Hatch, Boxford, Bradfield, Brightwalton, Brightwalton Green, Brimpton, Bucklebury, Burghfield, Burghfield Bridge, Burghfield Common, Calcot, Catmore, Chaddleworth, Chapel Row, Chieveley, Cold Ash, Colthrop, Combe, Compton, Crockham Heath, Crookham, Donnington, Downend, East Ilsley, East Garston, Eastbury, Elcot, Eling, Enborne, Enborne Row, Englefield, Farnborough, Fawley, Frilsham, Goddard’s Green, Great Shefford, Greenham, Hamstead Marshall, Hampstead Norreys, Heads Hill, Hermitage, Hoe Benham, Honey Bottom, Hungerford Newtown, Hunts Green, Hyde End, Inkpen, Inkpen Common, Kintbury, Lambourn, Lambourn Woodlands, Leckhampstead, Leverton, Lower Basildon, Lower Denford, Lower Padworth, Marlston, Midgham, Midgham Green, Mortimer Common, Ownham, Padworth, Padworth Common, Pangbourne, Peasemore, Pingewood, Purley on Thames, Purton, Sandleford, Shaw, Sheffield Bottom, Snelsmore, Speen, Stanford Dingley, Stanmore, Stratfield Mortimer, Streatley, Sulham, Sulhamstead, Theale, Tidmarsh, Tidmarsh with Sulham, Tilehurst, Tutts Clump, Ufton Nervet, Upper Basildon, Upper Bucklebury, Upper Denford, Upper Eddington, Upper Lambourn, Upper Woolhampton, Wash Water, Wasing, Welford, Westbrook, West Ilsley, West Woodhay, Whistley Green, Wickham Heath, Wickham, Wickham Green, Winterbourne, Wokefield, Woodlands St Mary, Woodspeen, Woolhampton, World’s End, Yattendon.